# Cristián Mora
Cristián Abel Mora Tejo (Santiago, Chile, 21 de diciembre de 1968) es un exfutbolista y entrenador chileno. Jugaba de defensa y también de mediocampista y militó en diversos clubes de Chile. Actualmente es entrenador de fútbol.

## Selección nacional
Fue nominado a la selección chilena en 1996 y 1997 por Nelson Acosta, participando en las Clasificatorias para Francia 1998. Jugó en total 8 partidos, sin convertir goles.

#### Participaciones en eliminatorias a la Copa del Mundo
| Eliminatoria                 | Sede    | Resultado   | Posición | Partidos |
| ---------------------------- | ------- | ----------- | -------- | -------- |
| Clasificatorias Francia 1998 | Francia | Clasificado | 4.º      | 6        |

### Partidos internacionales
| Partidos internacionales | Partidos internacionales | Partidos internacionales                                       | Partidos internacionales | Partidos internacionales | Partidos internacionales | Partidos internacionales | Partidos internacionales | Partidos internacionales | Partidos internacionales     |
| N.º                      | Fecha                    | Estadio                                                        | Local                    | Resultado                | Visitante                | Goles                    | Asistencias              | DT                       | Competición                  |
| ------------------------ | ------------------------ | -------------------------------------------------------------- | ------------------------ | ------------------------ | ------------------------ | ------------------------ | ------------------------ | ------------------------ | ---------------------------- |
| 1                        | 6 de julio de 1996       | Estadio Nacional, Santiago, Chile                              | Chile                    | 4-1                      | Ecuador                  |                          |                          | Nelson Acosta            | Clasificatorias Francia 1998 |
| 2                        | 25 de agosto de 1996     | Estadio Edgardo Baltodano Briceño, Liberia, Costa Rica         | Costa Rica               | 1-1                      | Chile                    |                          |                          | Nelson Acosta            | Amistoso                     |
| 3                        | 1 de septiembre de 1996  | Estadio Metropolitano Roberto Meléndez, Barranquilla, Colombia | Colombia                 | 4-1                      | Chile                    |                          |                          | Nelson Acosta            | Clasificatorias Francia 1998 |
| 4                        | 12 de noviembre de 1996  | Estadio Nacional, Santiago, Chile                              | Chile                    | 1-0                      | Uruguay                  |                          |                          | Nelson Acosta            | Clasificatorias Francia 1998 |
| 5                        | 15 de diciembre de 1996  | Estadio Monumental, Buenos Aires, Argentina                    | Argentina                | 1-1                      | Chile                    |                          |                          | Nelson Acosta            | Clasificatorias Francia 1998 |
| 6                        | 4 de enero de 1997       | Estadio Sausalito, Viña del Mar, Chile                         | Chile                    | 7-0                      | Armenia                  |                          |                          | Nelson Acosta            | Amistoso                     |
| 7                        | 12 de enero de 1997      | Estadio Nacional del Perú, Lima, Perú                          | Perú                     | 2-1                      | Chile                    |                          |                          | Nelson Acosta            | Clasificatorias Francia 1998 |
| 8                        | 29 de abril de 1997      | Estadio Monumental, Santiago, Chile                            | Chile                    | 6-0                      | Venezuela                |                          |                          | Nelson Acosta            | Clasificatorias Francia 1998 |
| Total                    | Total                    | Total                                                          | Presencias               | 6                        | Goles                    | 3                        |                          |                          |                              |

| Selección chilena | Selección chilena | Selección chilena |
| Año               | Partidos          | Goles             |
| ----------------- | ----------------- | ----------------- |
| 1996              | 5                 | 0                 |
| 1997              | 3                 | 0                 |
| Total             | 8                 | 0                 |

## Clubes

### Como jugador
| Club                 | País  | Año       |
| -------------------- | ----- | --------- |
| Universidad de Chile | Chile | 1990-2000 |
| Santiago Morning     | Chile | 2001      |
| Universidad de Chile | Chile | 2002-2003 |

### Como entrenador
| Club                 | País  | Año       |
| -------------------- | ----- | --------- |
| Unión Temuco         | Chile | 2011-2012 |
| Deportes Iberia      | Chile | 2015      |
| Provincial Talagante | Chile | 2017-2019 |

## Palmarés

### Como jugador

#### Campeonatos nacionales
| Título           | Club                 | País  | Año  |
| ---------------- | -------------------- | ----- | ---- |
| Primera División | Universidad de Chile | Chile | 1994 |
| Primera División | Universidad de Chile | Chile | 1995 |
| Copa Chile       | Universidad de Chile | Chile | 1998 |
| Primera División | Universidad de Chile | Chile | 1999 |
| Copa Chile       | Universidad de Chile | Chile | 2000 |
| Primera División | Universidad de Chile | Chile | 2000 |